# Sara Edao
Sara Edao (ur. 8 kwietnia 1996) – etiopska lekkoatletka, specjalistka od biegów średnich.
W 2013 została wicemistrzynią świata juniorów młodszych na dystansie 800 metrów. W tym samym roku sięgnęła po złoto i srebro mistrzostw Afryki juniorów młodszych.

## Osiągnięcia
| Rok  | Impreza                               | Miejsce   | Konkurencja         | Lokata     | Wynik   |
| ---- | ------------------------------------- | --------- | ------------------- | ---------- | ------- |
| 2012 | Mistrzostwa świata juniorów           | Barcelona | bieg na 800 metrów  | półfinał   | 2:07,91 |
| 2013 | Mistrzostwa Afryki juniorów młodszych | Warri     | bieg na 800 metrów  | 2. miejsce | 2:03,25 |
| 2013 | Mistrzostwa Afryki juniorów młodszych | Warri     | bieg na 1500 metrów | 1. miejsce | 4:27,61 |
| 2013 | Mistrzostwa świata juniorów młodszych | Donieck   | bieg na 800 metrów  | 2. miejsce | 2:03,25 |
| 2014 | Mistrzostwa świata juniorów           | Eugene    | bieg na 800 metrów  | półfinał   | 2:07,28 |

## Rekordy życiowe
- Bieg na 800 metrów – 2:03,25 (2013)
- Bieg na 1500 metrów – 4:15,91 (2013)